# Agathomyia colei
Agathomyia colei är en tvåvingeart som beskrevs av Kessel 1961. Agathomyia colei ingår i släktet Agathomyia och familjen svampflugor. Inga underarter finns listade i Catalogue of Life.